# Langues en Bosnie-Herzégovine
Même si les linguistes utilisent le terme de serbo-croate pour définir la langue parlée en Bosnie-Herzégovine, en Serbie, en Croatie, et au Monténégro, officiellement le serbo-croate n'existe plus, chaque pays nommant sa langue « croate », « bosnien », « serbe » ou « monténégrin ». Il n'y a pas d'isoglosse entre ces langues (les locuteurs se comprennent spontanément, sans traducteur) : leur définition est donc historique et politique. Par contre, il y a des différences partielles de lexique (certains mots, certaines conjugaisons ou déclinaisons varient) et surtout une différence d'alphabet : il est exclusivement latin en Croatie et dans la fédération croato-bosniaque de Bosnie-Herzégovine, alors que les Serbes utilisent les deux alphabets : alphabet cyrillique serbe en Serbie, au Monténégro et dans la république serbe de Bosnie, mais aussi l'alphabet latin serbe en Serbie et au Monténégro, mais pas en Bosnie. Des éléments de la langue turque se retrouvent dans le bosnien.
Il est à noter également que la constitution de la Bosnie-Herzégovine ne mentionne aucune langue officielle.
L'anglais est très parlé, surtout parmi les plus jeunes, et est une langue universitaire. Il est souvent utilisé dans l'administration, et est très utile pour communiquer avec les casques bleus de l'ONU présents sur le territoire. Une forte diaspora bosniaque existe aux États-Unis, au Canada, et en Australie, tout comme en Grande-Bretagne. 
Les langues étrangères les plus parlées sont l'anglais, l'allemand (diaspora : un grand nombre de Bosniaques vivent et travaillent dans des pays de langue allemande, l'Allemagne, l'Autriche ou la Suisse), et le turc, langue de culture en Bosnie-Herzégovine qui fut partie intégrante de l'Empire ottoman jusqu'en 1878.[réf. nécessaire] Au Temps ou la Bosnie-Herzégovine était sous domination austro-hongroise, le territoire était administré en langue allemande, de 1878 à 1918. 
La Bosnie-Herzégovine est un pays observateur au sein de l'Organisation internationale de la francophonie.